# Nürnberg (1934)
Nürnberg – niemiecki krążownik lekki z okresu II wojny światowej, służący w okresie powojennym w marynarce ZSRR pod nazwą „Admirał Makarow”. Nazwany od miasta Norymbergi, był trzecim krążownikiem noszącym tę nazwę. Stanowił jedyny okręt swojego typu, stanowiącego ulepszenie konstrukcji krążownika „Leipzig”, i był ostatnim niemieckim zbudowanym krążownikiem lekkim.
Wodowany w 1934 roku, wszedł do służby w Kriegsmarine w 1935 roku. Służył podczas wojny na wodach Morza Północnego i Bałtyckiego. W grudniu 1939 roku został uszkodzony przez brytyjski okręt podwodny. Mało intensywnie używany bojowo, przez większą część wojny używany do zadań szkolnych. Po wojnie przyznany ZSRR, służył we Flocie Północnobałtyckiej od 1946 do 1959 roku. Złomowany w latach 60. XX wieku.
Uzbrojenie główne stanowiło dziewięć dział kalibru 15 cm (149 mm) w trzydziałowych wieżach. Wyporność standardowa krążownika wynosiła 7150 ton, a długość 181 m. Okręt miał unikalny napęd mieszany turbinowo-dieslowski, który pozwalał na osiągnięcie prędkości maksymalnej 32 węzły.

## Budowa
Po wcieleniu do służby w 1931 roku lekkiego krążownika „Leipzig” nastąpiła w Niemczech kilkuletnia przerwa w budowie okrętów tej klasy. Powstałe okręty nie były całkowicie zadowalające, głównie na skutek związania limitem 6000 ton wyporności, narzuconym traktatem wersalskim, co skutkowało oszczędnościami na ciężarze i słabą konstrukcją kadłuba w celu skonstruowania możliwie silnych jednostek. W końcu w 1933 roku, po dojściu Hitlera do władzy i zwiększenia wydatków na marynarkę, Niemcy postanowiły zbudować kolejny, szósty lekki krążownik. Ponieważ jednak klasa krążowników lekkich była w tym okresie w Niemczech niedoceniana, na korzyść nowoprojektowanych krążowników ciężkich, dlatego pomimo stopniowego odchodzenia od przestrzegania ograniczeń traktatu wersalskiego nie zdecydowano się na opracowanie nowego, większego i bardziej dopracowanego projektu. Zamiast tego nowy okręt „Nürnberg” zbudowano według zmodyfikowanego projektu krążownika „Leipzig”, stanowiącego z kolei daleko idące rozwinięcie poprzednich krążowników typu K (Königsberg) z połowy lat 20. Nieco jedynie zwiększono wymiary i wyporność oraz zastosowano ulepszenia w podziale wewnętrznym i inne modyfikacje. Długość wzrosła o około 4 m, a szerokość o 0,1 m. Nowy okręt powtarzał też sylwetkę „Leipziga” z jednym szerokim kominem i główną nadbudówką umieszczoną za wieżą artylerii blisko dziobu, jednakże nadbudówka ta została znacznie rozbudowana, a katapulta dla wodnosamolotu została przeniesiona za komin. Za projekt odpowiadał Marineoberbaurat (główny budowniczy marynarki) Blechschmidt.
Okręt był budowany jako krążownik „F” (Kreuzer F) lub Ersatz Nymphe – dla zamiany starego krążownika „Nymphe”. Zamówiono go 16 czerwca 1933 roku w stoczni Deutsche Werke w Kilonii. Położenie stępki miało miejsce 4 listopada 1933 roku, a budowę prowadzono pod numerem stoczniowym 234. Wodowanie i chrzest okrętu odbyły się 8 grudnia 1934 roku. Otrzymał nazwę „Nürnberg” (Norymberga), jako trzeci krążownik noszący tę nazwę, po krążownikach „Nürnberg” z 1908 i z 1917 roku, używanych podczas I wojny światowej. Wodowanie miało miejsce w 20. rocznicę bitwy koło Falklandów, w której zatonął pierwszy „Nürnberg”, a matką chrzestną była córka jego poległego dowódcy, Walburg Lehfeldt. Okręt wszedł do służby 2 listopada 1935 roku. Budowa kosztowała 40 milionów marek. Był to pierwszy duży okręt zamówiony i zbudowany w III Rzeszy po dojściu nazistów do władzy.
Konsekwencją oparcia nowego okrętu na mało już nowoczesnym projekcie „Leipziga” było to, że „Nürnberg” był mniejszy i nieco słabszy od nowo projektowanych w pierwszej połowie lat 30. krążowników zagranicznych. Ponadto, nie wyeliminowano w nim większości wad poprzednich projektów, głównie małej wytrzymałości kadłuba spowodowanej dążeniem do ograniczenia masy, przy dużych rozmiarach. Według części publikacji, na skutek przeciążenia kadłuba miał on najsłabszą dzielność morską spośród niemieckich krążowników okresu międzywojennego. Mimo to był uważany za najlepszy z niemieckich projektów krążowników lekkich. Kolejne projektowane niemieckie krążowniki lekkie typu M, do których budowy zamierzano przystąpić w 1939 roku, lecz ostatecznie z nich zrezygnowano, miały być już budowane według całkiem nowego projektu, uzbrojonego w 8 dział 15 cm w czterech wieżach, aczkolwiek miały być niewiele większe (wyporność standardowa 7800 t).

## Opis

### Architektura i konstrukcja kadłuba

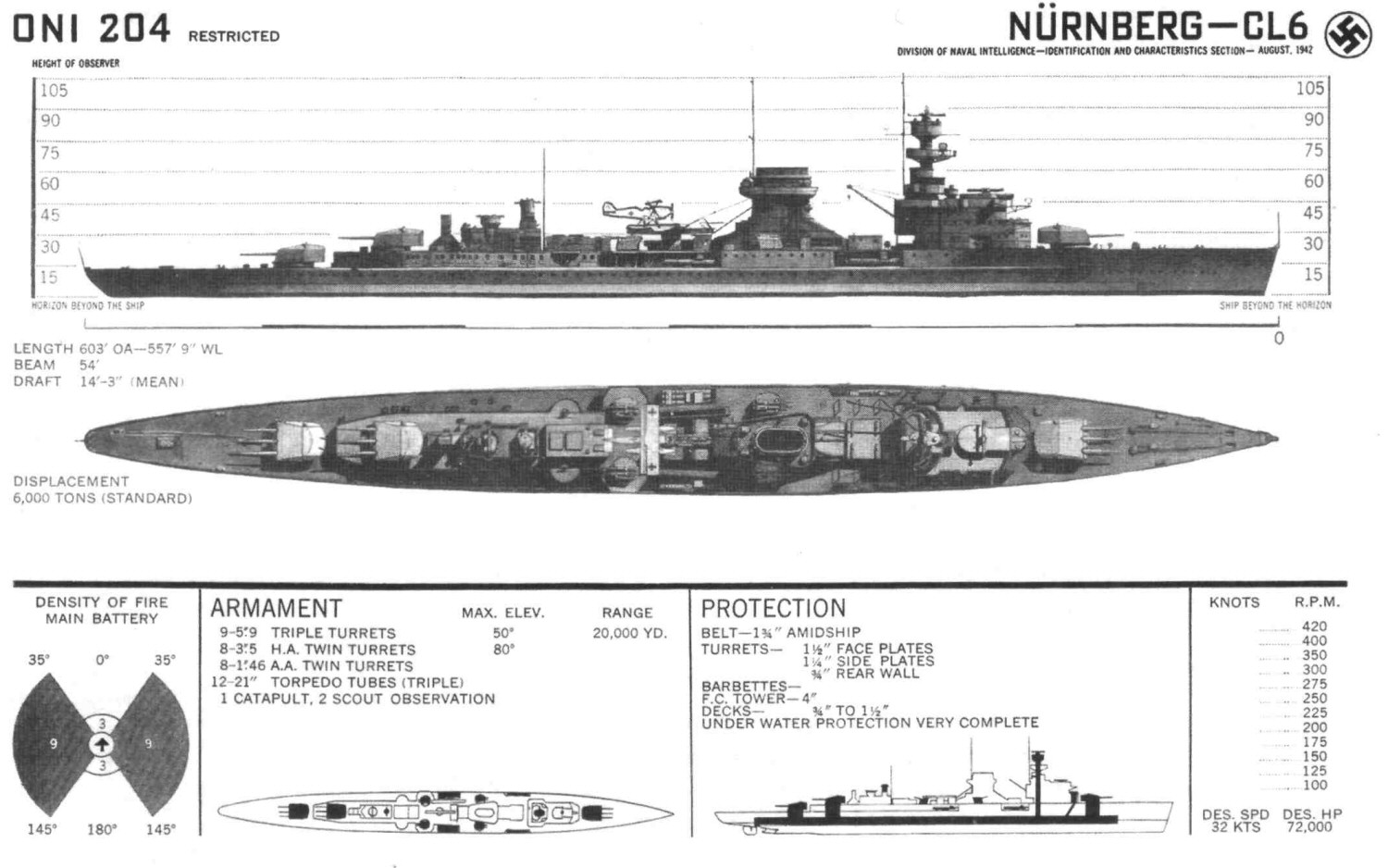
Szkic krążownika „Nürnberg” według amerykańskiego wywiadu. Na dole schemat opancerzenia

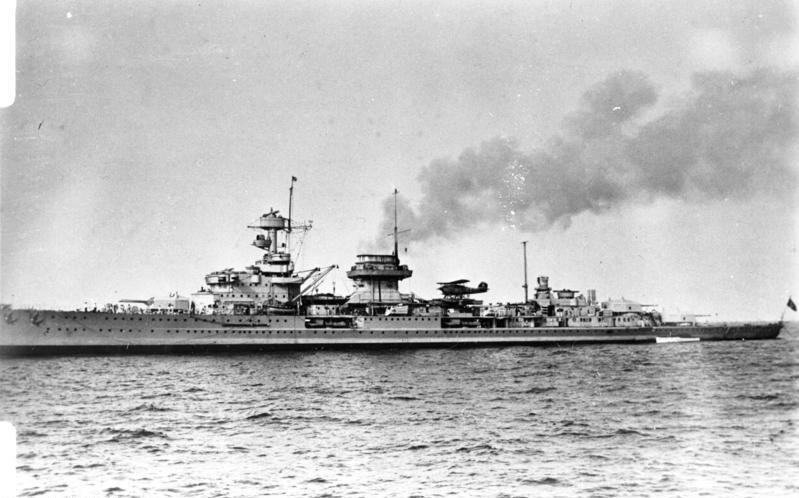
Sylwetka „Nürnberg” około 1938–1939 roku

„Nürnberg” stanowił ulepszenie konstrukcji krążownika „Leipzig”, który z kolei zachował ogólną architekturę krążowników poprzedniego typu K. Wszystkie te okręty miały nietypowe dla krążowników rozmieszczenie artylerii, z jedną wieżą na pokładzie dziobowym i dwoma na rufie w superpozycji (układ defensywny, optymalizowany dla krążowników pełniących samotnie zadania rajderskie i zwiadowcze, ostrzeliwujących się podczas odwrotu). Skutkowało to charakterystyczną sylwetką z nadbudówką umieszczoną blisko dziobu, w której przedniej części znajdowała się tradycyjna dla niemieckich krążowników opancerzona wieża dowodzenia. „Nürnberg” odróżniał się od wcześniejszych okrętów znacznie powiększoną nadbudówką dziobową, na szczycie której był dodatkowo w tylnej części umieszczony mostek admiralski (początkowo otwarty, od około 1936 roku oszklony). Z uwagi na to, krążownik był predestynowany do pełnienia roli okrętu flagowego zespołów floty, nad mostkiem admiralskim znajdował się, podobnie jak we wcześniejszych okrętach, masywny maszt rurowy z opancerzonym stanowiskiem kierowania ogniem. Na maszcie z tyłu były początkowo dwie boczne masywne platformy, usunięte około 1938 roku. Pojedynczy szeroki komin na śródokręciu miał inny kształt, skutkujący przesunięciem go nieco do przodu, a na kominie była charakterystyczna platforma dla reflektorów w formie otaczającej go galerii. Kadłub miał podniesiony pokład dziobowy, przechodzący na śródokręciu w pokład nadbudówki, na którego końcu na rufie była ustawiona druga wieża. Tak jak na „Leipzigu”, zrezygnowano z unikalnego rozsunięcia wież rufowych w kierunku burt zastosowanego w krążownikach typu K, ustawiając je klasycznie – w osi symetrii okrętu. Rufa pozostała taka, jak w „Leipzigu”, o formie krążowniczej, natomiast nieznacznie zmieniono kształt dziobnicy na prosty zamiast lekko wygiętego.
Kadłub miał długość całkowitą 181,3 m i na linii wodnej 170 m, a szerokość 16,4 m. Zanurzenie maksymalne wynosiło 5,79 m, a normalne 4,75 m. Wyporność standardowa wynosiła 7150 t, konstrukcyjna 8060 t, a pełna 9040 t. Przy tym, wyporność standardowa była oficjalnie podawana jako 6000 t z uwagi na ograniczenia traktatu wersalskiego.
W stosunku do „Leipziga” kadłub został wydłużony o około 4 m przed wieżą dziobową. Konstrukcja kadłuba była analogiczna; również dzielił się poprzecznymi grodziami na 16 głównych przedziałów wodoszczelnych (numerowanych od rufy) i miał podwójne dno na 83% długości, a do 90% połączeń było spawanych. Wykonany był we wzdłużnym systemie naboru. Kadłub został wzmocniony, mimo to nadal był stosunkowo lekko skonstruowany z powodu oszczędności wagowych przy chęci zbudowania silnego okrętu, co negatywnie wpływało na jego wytrzymałość. Powtórzono w nim system niewielkich przedziałów na zewnątrz pasa pancernego pod linią wodną (wybrzuszeń lub bąbli), mieszczących zbiorniki paliwa i wody kotłowej. Wewnątrz kadłuba różnicę w stosunku do poprzednika stanowiły między innymi inaczej rozwiązane komory amunicyjne, w tym indywidualne komory pod wieżami kalibru 88 mm, ułatwiające dosyłanie amunicji. Po obu burtach były stępki przechyłowe oraz aktywne stabilizatory przechyłu, polepszające warunki użycia artylerii. „Nürnberg” miał dobrą żeglowność, lecz konstrukcja kadłuba okazała się zbyt słaba i podczas działań na Atlantyku podczas wojny domowej w Hiszpanii pojawiały się pęknięcia pokładu, co pociągnęło ograniczenie użycia okrętu od 1938 roku do Morza Północnego i Bałtyckiego oraz opracowanie procedur kolejności opróżniania zbiorników paliwa. Przy silnym wietrze okręt był podatny na dryf z powodu większej powierzchni nadbudówki. Planowano przebudowę kadłuba w celu zwiększenia jego wytrzymałości i powiększenia zbiorników paliwa, polegającą na dodaniu nowego zewnętrznego poszycia burt ze stali pancernej Wh grubości 10–12 mm, łączącego zewnętrzną krawędź wybrzuszeń z krawędzią górnego pokładu, lecz zrezygnowano z tych planów z uwagi na przygotowania do wojny (prace miały być prowadzone od 1 lipca 1939 do 1 kwietnia 1940 roku w stoczni Blohm & Voss w Hamburgu).
Załoga wynosiła początkowo w czasie pokoju 637 osób (25 oficerów), a pod koniec wojny wzrosła do 896 (26 oficerów). Jako okręt flagowy zabierał dodatkowo 83 osoby, w tym 17 oficerów.

### Uzbrojenie

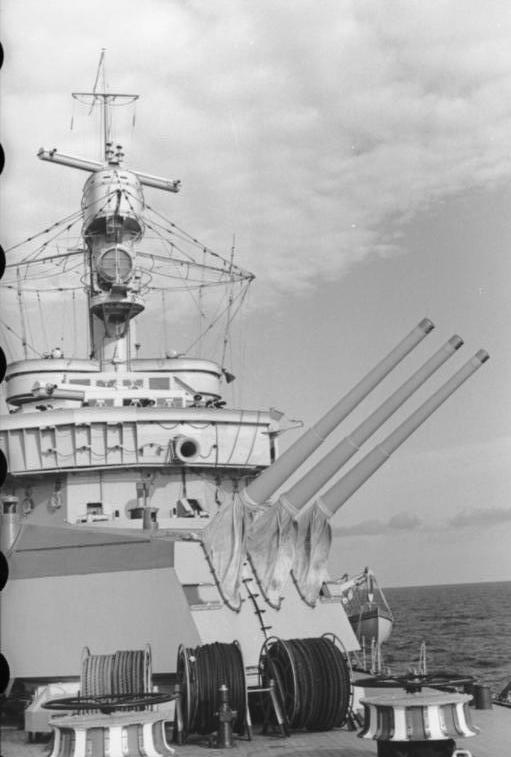
Wieża dziobowa dział 15 cm „Nürnberga”

Uzbrojenie główne stanowiło dziewięć dział SK C/25 nominalnego kalibru 15 cm – faktycznie 149,1 mm, w trzech trzydziałowych wieżach. Działa te wyróżniały się długimi lufami (60 kalibrów) i wysoką prędkością wylotową 960 m/s. Strzelały one pociskami o masie 45,5 kg na odległość do 25 700 m, kąt podniesienia luf wynosił od -10° do +40°, a zapas amunicji 120 pocisków na działo (1080 ogółem, zwiększony w toku wojny do 1500). Używano pocisków przeciwpancerno-burzących i burzących. Szybkostrzelność wynosiła 6–8 strzałów na minutę na lufę. Masa wieży wynosiła 147,15 t. Pod względem uzbrojenia – dziewięciu dział kalibru typowego dla krążowników lekkich, „Nürnberg” znajdował się w chwili wejścia do służby w czołówce europejskich okrętów tej klasy, które miały na ogół osiem dział, jednakże w tym czasie w budowie już znajdowały się analogicznie lub silniej uzbrojone okręty potencjalnych przeciwników.
Uzbrojenie przeciwlotnicze średniego kalibru wzmocniono, stosując od początku osiem nowych dział 88 mm C/32 na czterech podwójnych podstawach Doppellafette C/32 rozmieszczonych na śródokręciu, po dwie na burtach („Leipzig” po modernizacji miał tylko sześć dział C/32, w rufowej części śródokręcia). Długość luf wynosiła 76 kalibrów. Działa miały centralny system kierowania ogniem SL-1. Miały one donośność 19 200 m do celów morskich i 12 400 m do celów powietrznych, kąt podniesienia luf od -10° do +80°, strzelały pociskami o masie 9 kg. Zapas amunicji został odpowiednio zwiększony do 3200 nabojów.
Lekkie uzbrojenie przeciwlotnicze było początkowo takie, jak na „Leipzigu” i składało się z ośmiu półautomatycznych działek 37 mm C/30 w czterech podwójnych stanowiskach (9600 nabojów). Dwa z nich umieszczone były po bokach nadbudówki dziobowej i dwa po bokach nadbudówki rufowej na końcu śródokręcia. Uzupełniały je cztery pojedyncze działka 20 mm. Lekkie uzbrojenie przeciwlotnicze było następnie podczas wojny wzmacniane:
- w maju – sierpniu 1942 roku podczas remontu dodano dalsze dwa działka 37 mm C/30 w podwójnym stanowisku na miejscu zdjętej katapulty (łączny stan 10 działek 37 mm)[h]. Dodano ponadto dwa poczwórne działka 20 mm Flakvierling typu lądowego (na dachu mostka i dachu drugiej wieży) oraz jedno działko 20 mm C/38 (łączny stan 13 działek 20 mm, w tym 2 × IV i 5 × I)[27][28].
- jesienią 1944 roku zamontowano dwa pojedyncze działka 40 mm FlaK 28 Bofors zamiast stanowiska 20 mm Flakvierling na mostku i podwójnego stanowiska 37 mm na miejscu katapulty[15]. Pozostało natomiast nadal pierwotne osiem działek 37 mm[29]. Wszystkie działka 20 mm zamieniono na dwie poczwórne podstawy morskie Flakvierling C/38 na dachu wieży B i rufowej nadbudówce, 10 podwójnych podstaw działek LM-44 i jedno pojedyncze (łącznie 29 działek 20 mm, w tym 2 × IV, 10 × II i 1 × I)[i].
- w 1945 roku planowano wymianę uzbrojenia przeciwlotniczego na osiem nowych działek automatycznych 37 mm Flak 43M w czterech podwójnych stanowiskach, 28 działek 20 mm (2 × IV C/38 i 10 × II LM-44) oraz trzy wyrzutnie niekierowanych pocisków przeciwlotniczych Föhn kalibru 73 mm[j].

Uzbrojenie uzupełniało 12 wyrzutni torpedowych kalibru 533 mm, w czterech potrójnych obrotowych aparatach na burtach na śródokręciu. Dwa rufowe aparaty torpedowe zdemontowano jednak wiosną 1941 roku w celu zamontowania na pancerniku „Scharnhorst”. Okręt zabierał pierwotnie 24 torpedy, w tym 12 zapasowych. Uniwersalność krążownika zwiększała możliwość zabrania na tory na pokładzie i postawienia aż 120 min, co nie było częstą cechą wśród krążowników innych państw.

### Opancerzenie

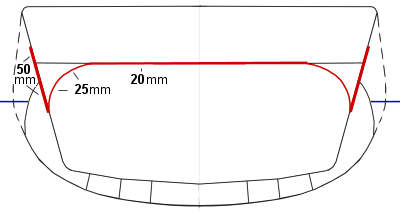
Schemat poprzeczny opancerzenia kadłuba

Opancerzenie było jak na połowę lat 30. stosunkowo dobre, powtarzając zasadniczo schemat i grubość z krążownika „Leipzig”. Opancerzenie pionowe, według charakterystycznego schematu dla krążowników niemieckich, tworzył pas burtowy na linii wodnej obejmujący prawie całą długość okrętu i wewnętrzny pokład pancerny, schodzący skosami do burt. Pas burtowy miał grubość 50 mm, jedynie na dziobie 18 mm, a za wieżą rufową 35 mm. W odróżnieniu od „Leipziga”, wykonany był z nowej stali pancernej Wotan hart (Wh). Burtowy pas pancerny był nachylony od pionu na zewnątrz (18°), a pokład pancerny o grubości 20 mm schodził do jego dolnej krawędzi łukami o grubości 25 mm, wzmacniającymi ochronę burt. Efektem był konserwatywny układ pancerza chroniącego dolną wewnętrzną część kadłuba w formie przyrównywanej do „skorupy żółwia”, obejmującej około 70% długości linii wodnej.
Wieże artylerii głównej otrzymały znacznie pogrubiony pancerz w stosunku do „Leipziga”: z przodu 80 mm, z boków 20 mm, z tyłu 35 mm, dach 20 mm w przedniej nachylonej części i 32 mm w tylnej części. Wzmocniony był również pancerz barbet wież, o grubości 60 mm ponad pokładem pancernym i 30 mm pod nim. Wieża dowodzenia z przodu nadbudówki miała taką samą grubość ścian 100 mm, a dachu i podłogi 30–50 mm, jedynie szyb komunikacyjny pod nią do centrali we wnętrzu okrętu miał ściany pogrubione do 60 mm. Ponadto lekko opancerzone było stanowisko kierowania ogniem na maszcie (20 mm ściany, 15 mm dach i podłoga), przedni dalmierz (20 mm) i stanowisko kierowania ogniem przeciwlotniczym (14 mm). Lekko opancerzone były też wieże dział 88 mm (12 mm z przodu i 10 mm po bokach). Brak jest danych o masie pancerza, lecz była niewiele większa, niż w „Leipzigu” (774 t bez wież), natomiast pancerz wież ważył po 31,5 t.

### Napęd
Zachowano system kombinowanej siłowni turbinowo-dieslowskiej „Leipziga”, napędzającej trzy śruby, z niewielkimi zmianami. Zasadniczy napęd stanowiły dwie turbiny parowe produkcji zakładów Deutsche Werke w Kilonii, z przekładniami redukcyjnymi – były one innego typu i rozwijały nieco większą moc projektową po 33 000 KM, łącznie 66 000 KM. Umożliwiały one rozwijanie prędkości projektowej 32 węzły. Turbiny umieszczone były w dwóch przedziałach za kotłowniami, rozdzielonych przedziałem przekładni (prawa – w przedniej maszynowni, lewa – w tylnej). Turbiny zasilane były w parę przez sześć kotłów parowych Marynarki, o ciśnieniu roboczym 17 atmosfer (podniesionym o jedną atmosferę w stosunku do poprzednika), rozmieszczonych parami w trzech sąsiadujących kotłowniach. Łączna powierzchnia ogrzewalna kotłów wynosiła 3980 m². Podczas prób, okręt osiągnął moc turbin 66 075 KM i prędkość 32,2 węzła.
Środkową śrubę napędzały cztery sprzężone nawrotne 7-cylindrowe dwusuwowe silniki wysokoprężne MAN M7 Za 32 o mocy po 3100 KM przy 600 obr./min (łączna moc 12 400 KM, tak jak w „Leipzigu”). Silniki ze wspólną przekładnią Vulcan były umieszczone w przedziale IV (od rufy) i miały wylot spalin w niewielkim kominku przed wieżą B. Prędkość marszowa na samych silnikach wynosiła 16,5 węzła i była znacząco wyższa, niż w okrętach typu K. Przy pracy samych silników, zewnętrzne wały były rozłączane i obracane z małą prędkością przez silniki elektryczne dla zmniejszenia oporów stawianych przez śruby. Okręt mógł płynąć także pod samymi turbinami lub z całym pracującym zespołem napędowym. Dzięki takiemu układowi siłowni nie były potrzebne turbiny marszowe, a silniki zapewniały większą ekonomiczność. Przedziały siłowni były rozmieszczone w układzie liniowym, od dziobu: trzy kotłownie, przedział komór amunicyjnych dział 88 mm (nowość w stosunku do „Leipziga”), pierwszy przedział turbin, przedział reduktorów, drugi przedział turbin, przedział silników.
Trójłopatowe śruby zewnętrzne miały średnicę 400 cm, a wewnętrzna 325 cm. Środkowy wał miał śrubę o zmiennym skoku, której łopaty można było ustawiać w celu wywoływania najmniejszego oporu, lecz nie sprawdziła się w praktyce. Zapas paliwa wynosił 1125 m³ mazutu do kotłów (nieco mniej niż na poprzedniku) i 348 m³ oleju napędowego. Zasięg pływania w konsekwencji był nieco mniejszy i wynosił 3280 mil morskich przy prędkości 15 węzłów, 2260 Mm przy 21 w. i 1700 Mm przy 27 w.
Na „Nürnbergu” prawie dwukrotnie zwiększono w stosunku do poprzednika moc elektrowni okrętowej, w skład której wchodziły cztery turbogeneratory o mocy 300 kW i jeden generator wysokoprężny o mocy 350 kW (łącznie 1300 kW, napięcie 220 V).

### Wyposażenie
Zaletą było wyposażenie okrętu w katapultę dla wodnosamolotów zwiadowczych. Zastosowano 14-metrową obrotową katapultę na sprężone powietrze. W odróżnieniu od „Leipziga”, katapulta została umieszczona za kominem, a demontowany dźwig do podnoszenia samolotów był zainstalowany na końcu katapulty, obracając się razem z nią na obie strony. Można było zabrać do dwóch wodnosamolotów, które jednak nie były chronione przed wpływami atmosferycznymi i wodą z powodu braku hangaru. Jeden samolot mógł być przenoszony na katapulcie, a drugi za nią na pozycji do załadunku. Stosowano początkowo wodnosamoloty Heinkel He 60C, a od drugiej połowy 1939 roku Arado Ar 196. Wyposażenie lotnicze zostało zdemontowane jako zbędne w 1942 roku.
Tak jak „Leipzig”, okręt miał trzy główne dalmierze dla artylerii o bazie 6 m: jeden na dachu pomostu bojowego nadbudówki dziobowej, drugi nad opancerzonym stanowiskiem kierowania ogniem na maszcie, a trzeci na nadbudówce rufowej. Działa przeciwlotnicze 88 mm posiadały centralne stabilizowane stanowisko kierowania ogniem SL-1 z dalmierzem 3-metrowym. Dwa dalsze dalmierze 3-metrowe były umieszczone na platformach po bokach masztu rurowego i mogły służyć dla lekkiego uzbrojenia przeciwlotniczego lub torpedowego; ponadto dostępne były przenośne dalmierze metrowe dla lekkich działek. Okręt miał ponadto hydrolokator pasywny GHG (Gruppenhorchgerat).
„Nürnberg” był początkowo wyposażony w pięć reflektorów do walki nocnej: cztery na galerii otaczającej komin i jeden na platformie z przodu masztu rurowego. W toku wojny wszystkie reflektory zostały zdemontowane jako nieprzydatne wskutek rozwoju radarów. Wiosną 1941 roku okręt otrzymał w miejsce dalmierza nad mostkiem na nadbudówce radar FuMO 21. W 1942 roku radar został wymieniony na FuMO 22, zamontowany wyżej, na platformie z przodu masztu rurowego, zamiast reflektora. W lecie 1944 roku radar wymieniono na FuMO 25 z dużą obrotową anteną materacową (opisywany też jako FuMO 24/25). Wreszcie w grudniu 1944 roku okręt otrzymał drugi radar FuMO 63 Hohentwiel-K na wzmocnionym w tym celu trójnogiem krótkim maszcie rufowym. Oprócz radaru, przed 1944 rokiem „Nürnberg” wyposażono w stacje walki radioelektronicznej (wykrywania promieniowania radarowego) w postaci pięciu anten FuMB 4 Sumatra wokół stanowiska kierowania ogniem na maszcie (cztery po bokach, jedna z przodu). Latem 1944 roku na miejscu anteny Sumatra z przodu stanowiska kierowania ogniem zamontowano na wysięgniku, nad radarem, obrotową antenę ramową detektora wykrywania promieniowania radarowego FuMB 6 Palau.

## Służba

### Przed wojną

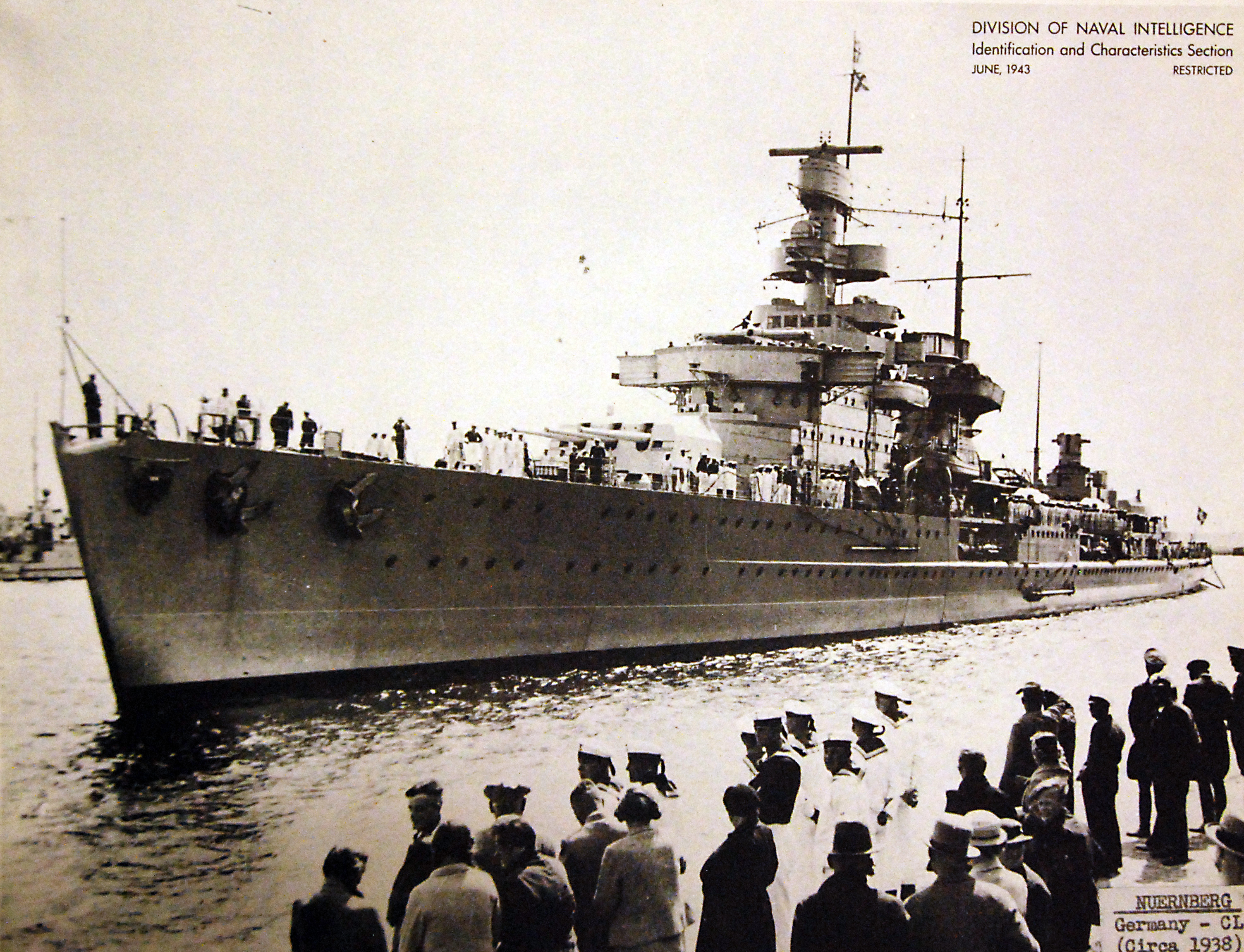
„Nürnberg” około 1936–1938 roku (z bocznymi platformami na maszcie)

„Nürnberg” wszedł do służby 2 listopada 1935 roku, podnosząc od 7 listopada tego roku nowo wprowadzoną banderę ze swastyką III Rzeszy. Po zakończeniu etapu prób na Bałtyku, 9 kwietnia 1936 roku został okrętem flagowym dowódcy Sił Rozpoznawczych kontradmirała Boehma (niem. Befehlshaber der Aufklärungsstreitkräfte, BdA). Od 14 kwietnia do 8 maja odbył pierwszy rejs zagraniczny z krążownikami „Leipzig” i „Köln” na Wyspy Kanaryjskie i do Portugalii. W tym czasie usuwano na okręcie drobne niedociągnięcia. Następnie od 19 sierpnia do października 1936 roku „Nürnberg” z innymi okrętami niemieckimi pełnił służbę patrolową na wodach ogarniętej wojną domową Hiszpanii w ramach Komitetu Nieinterwencji (w rzeczywistości wspomagając blokadę Republiki); ponownie od listopada do 16 grudnia tego roku. Na początku 1937 roku okręt musiał przejść remont pęknięć kadłuba wywołanych przez sztormy atlantyckie, po czym od 24 kwietnia do 19 maja i od 17 czerwca do sierpnia tego roku ponownie wypływał na wody Hiszpanii. Między 29 września a 20 listopada 1937 roku okręt był remontowany w macierzystej stoczni. W ciągu kolejnych miesięcy załoga krążownika głównie szkoliła się na Bałtyku i Morzu Północnym i uczestniczyła w manewrach floty, ćwiczeniach i uroczystych wodowaniach kolejnych ciężkich okrętów. W marcu 1939 roku okręt brał udział w zagarnięciu Okręgu Kłajpedy, a w maju odbył wizyty w Göteborgu i Norwegii.

### II wojna światowa

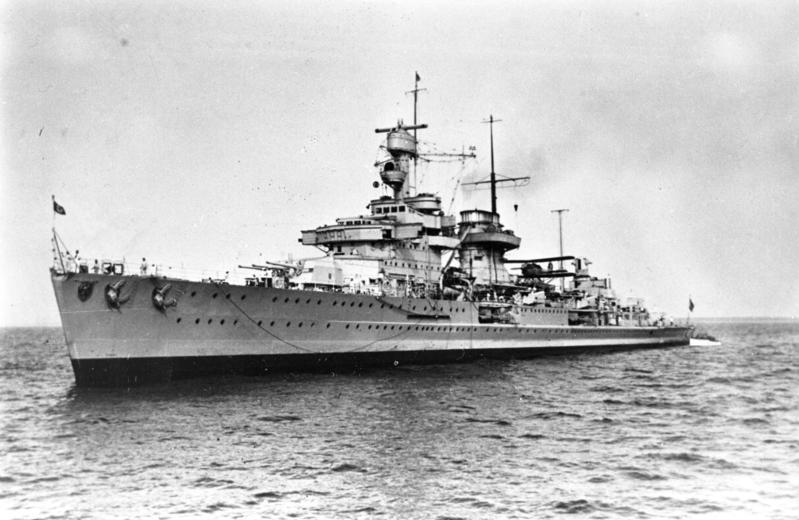
„Nürnberg” około 1938–1939 roku. Widoczny wodnosamolot He 60C

Podobnie jak inne niemieckie krążowniki lekkie, „Nürnberg” nie był intensywnie używany bojowo podczas II wojny światowej, nie miał on również starć z żadnymi większymi okrętami nawodnymi aliantów. Był przewidziany do blokady polskiego wybrzeża, pod flagą dowódcy Sił Rozpoznawczych wiceadmirała Denscha, lecz w związku z ewakuacją polskich niszczycieli do Wielkiej Brytanii, został wraz z innymi krążownikami 1 września 1939 roku przebazowany z Bałtyku na Morze Północne. Pierwszą operacją bojową okrętu był udział w stawianiu obronnych zagród minowych u wybrzeży Niemiec w ramach operacji Westwall. „Nürnberg” wraz z krążownikiem „Leipzig”, niszczycielami, torpedowcami i stawiaczem min „Grille” stawiał miny już 3, 4 i 5 września. 6 października krążownik był niecelnie atakowany torpedami przez brytyjski okręt podwodny HMS „Seawolf”, po czym został przebazowany na Bałtyk. Po krótkim remoncie na przełomie października i listopada, od 9 listopada „Nürnberg” został okrętem flagowym nowego dowódcy Sił Rozpoznawczych, admirała Lütjensa. Wraz z krążownikiem „Königsberg” wziął następnie udział w osłonie niszczycieli powracających z operacji stawiania zagród minowych u wybrzeży Wielkiej Brytanii w nocy 12/13 i 17/18 listopada 1939 roku, bez kontaktów z nieprzyjacielem.
12 grudnia wraz z krążownikami „Köln” i „Leipzig” wziął udział w kolejnym wypadzie na Dogger Bank celem osłony niszczycieli powracających z operacji minowej, podczas którego 13 grudnia przed południem „Leipzig”, a następnie „Nürnberg” zostały storpedowane przez brytyjski okręt podwodny „Salmon”. Dzięki manewrom unikowym, „Nürnberg” został o godzinie 11:28 trafiony tylko jedną torpedą w prawą burtę na samym dziobie, odnosząc umiarkowanie poważne uszkodzenie. Gródź wytrzymała napór i okręt nabrał tylko około 90 ton wody. Wstrząs uszkodził dalocelownik artylerii średniej i rannych zostało 15 członków załogi. „Nürnberg” zachował możliwość ruchu z prędkością do 18 węzłów i skierował się wraz z „Kölnem” do bazy. Po południu został jeszcze zaatakowany przez trzy bombowce Hampden, lecz bomby chybiły. Krążownik następnie dotarł 14 grudnia do bazy, pod eskortą niszczyciela „Hermann Künne”.
Po remoncie w macierzystej stoczni Deutsche Werke w Kilonii „Nürnberg” powrócił do służby 29 kwietnia 1940 roku, lecz nie zdążył wziąć udziału w ataku na Norwegię. Jedynie 14–19 czerwca eskortował z niszczycielem Z15 „Erich Steinbrinck” i trałowcami transportowiec wojska „Levante” do Trondheim. W dniach 25-28 lipca 1940 roku krążownik z niszczycielami „Karl Galster”, „Friedrich Ihn”, „Paul Jacobi”, „Hans Lody” i torpedowcami eskortował z Trondheim do Kilonii storpedowany pancernik „Gneisenau”. 4 grudnia „Nürnberg” wyszedł z ładunkiem min w celu postawienia zagrody obronnej u wejścia do Skagerraku, wraz z „Kölnem”, lecz operację odwołano z powodu złej pogody. Po inwazji na Norwegię Niemcy znacznie zmniejszyli aktywność działania ciężkich okrętów nawodnych, a szczególnie lekkich krążowników, które od lutego 1941 roku przeznaczono do celów szkolnych na Bałtyku. Wiosną 1941 roku okręt został wyposażony w radar. Po ataku na ZSRR, „Nürnberg” wszedł w skład północnej grupy Floty Bałtyckiej (Baltenflotte), utworzonej doraźnie 8 września 1941 roku w celu przeciwdziałania ewentualnym próbom przedarcia się z baz okrętów floty radzieckiej (wraz z pancernikiem „Tirpitz” i krążownikiem „Köln”). Okręt patrolował w rejonie Wyspa Alandzkich między 25 września a 1 października, bez starć z flotą radziecką.
W 1942 roku zdecydowano przebazować okręt do Norwegii do działań przeciw konwojom alianckim, w tym celu przeszedł od stycznia do sierpnia 1942 roku kapitalny remont w macierzystej stoczni połączony z niewielką modernizacją. Wzmocniono mu lekką artylerię przeciwlotniczą, demontując zbędną katapultę, a także wymieniono turbiny na nowe. Po okresie prób i szkolenia, dopiero 2 grudnia 1942 roku „Nürnberg” przybył do Narwiku w Norwegii. Po doznanej porażce w bitwie na Morzu Barentsa, w której okręt ten nie wziął udziału, Niemcy zaprzestali jednak wykorzystywania dużych okrętów nawodnych i „Nürnberg” pozostawał bezczynny, a 3 maja 1943 roku wycofano go z powrotem do Niemiec. Podczas przebazowania był atakowany przez brytyjskie kutry torpedowe pod Stavanger, lecz bezskutecznie. Powrócił następnie do roli szkoleniowej na Bałtyku. W 1944 roku wzmocniono mu lekkie uzbrojenie przeciwlotnicze i unowocześniono wyposażenie radarowe. 12 października 1944 roku wypełniający zadania szkoleniowe krążownik został dostrzeżony koło Bornholmu przez radziecki okręt podwodny „Lembit”, który jednak nie mógł zająć pozycji do ataku.
W odróżnieniu od innych niemieckich krążowników, „Nürnberg” nie został wykorzystany w walkach z nacierającą Armią Czerwoną na Pomorzu, natomiast zdecydowano wykorzystać go do stawiania zagród minowych w Cieśninach Duńskich. 3 stycznia 1945 roku wyszedł ze Świnoujścia i z innymi okrętami postawił zagrodę minową, po czym przebazował do Oslo. Po akcji stawiania min 13/14 stycznia (zagroda Titus I), okręt 27 stycznia 1945 roku przebazowano do Kopenhagi w Danii, gdzie pozostał do końca wojny, nie biorąc udziału w dalszych akcjach z powodu braków kadrowych i braków paliwa. 5 maja 1945 roku jednak załoga okrętu odparła z działek przeciwlotniczych atak duńskiego ruchu oporu dokonany za pomocą wybuchowego kutra, przy czym zginęło 4 członków załogi. Kopenhaga została zajęta przez oddziały brytyjskie 9 maja 1945 roku i okręt skapitulował. 24 maja krążownik przeszedł pod brytyjską kontrolę i pod eskortą krążowników „Dido” i „Devonshire” przeszedł do Wilhelmshaven, przy czym przez pewien czas nadal pozostawała na nim niemiecka załoga.

### W służbie ZSRR

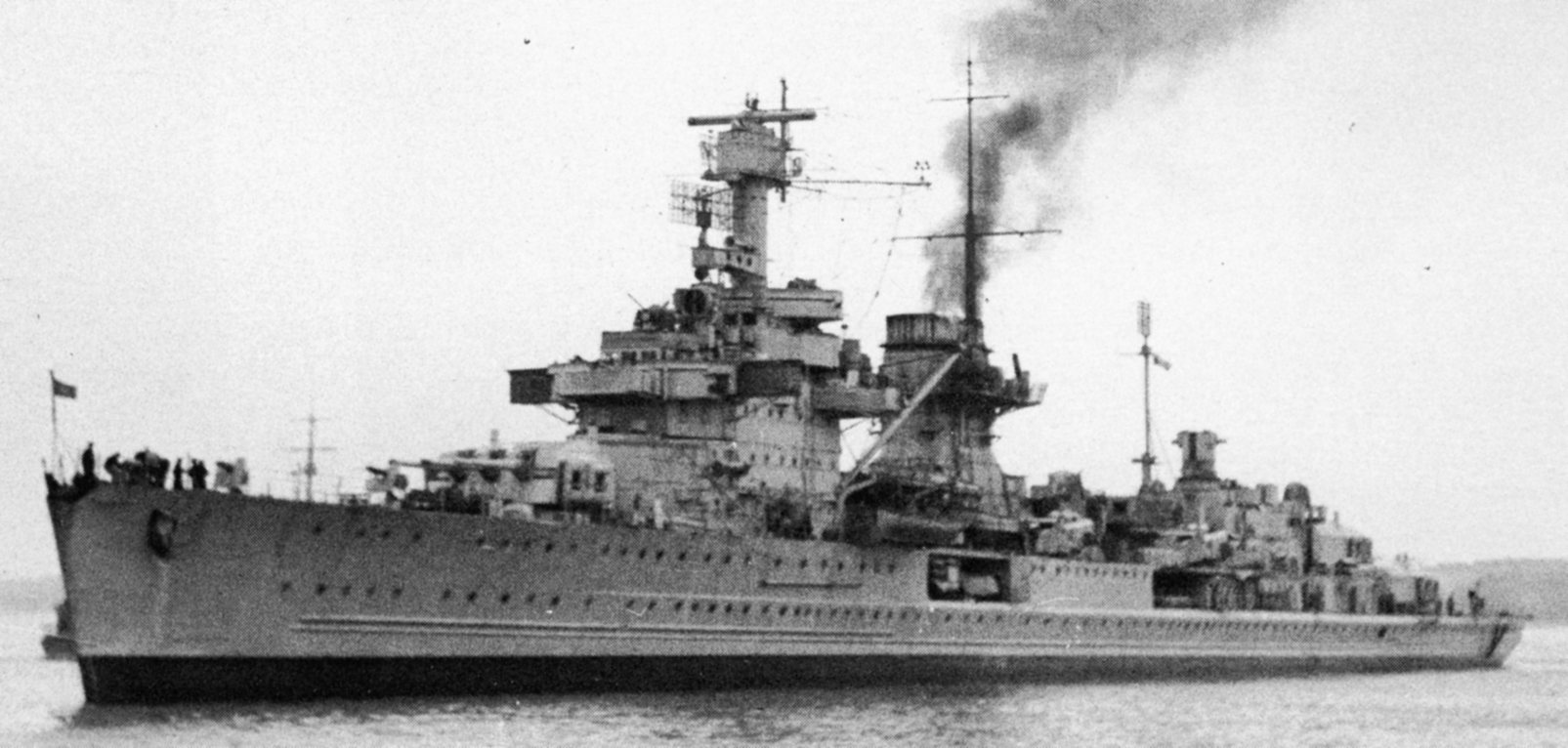
„Nürnberg” odpływa do ZSRR, 2 stycznia 1946 roku. Na pokładzie dziobowym widoczne dwa stanowiska podwójnych działek przeciwlotniczych

Po wojnie, zgodnie z ustaleniami międzyalianckimi, okręt przypadł w ramach reparacji wojennych ZSRR. Wciągnięto go na listę floty już 5 listopada 1945 roku. 2 stycznia 1946 roku przekazano okręt stronie radzieckiej i podniesiono banderę, a następnie przebazowano z pomocą niemieckiej załogi pod dowództwem H. Gresslera, pod flagą radzieckiego wiceadmirała Jurija Ralla, do Lipawy, gdzie dotarł 5 stycznia. 13 lutego 1946 roku okręt nazwano „Admirał Makarow” (Адмирал Макаров), na cześć Stiepana Makarowa, a 15 lutego wcielono w skład Floty Północnobałtyckiej z bazą w Tallinnie. Podczas służby, przez pewien okres był okrętem flagowym adm. Zozuli oraz systematycznie uczestniczył w paradach na Newie w Leningradzie (między innymi w 1947 roku). W latach 1949–1951 okręt poddano modernizacji. Zamieniono przede wszystkim lekką artylerię przeciwlotniczą na typową radziecką – 20 działek 37 mm W-11 w podwójnych stanowiskach (10 × II), pozostawiając jednak dwa poczwórne działka 20 mm. Wymieniono też wyrzutnie torped na radzieckie. Początkowo pozostawiono niemieckie radary, dodając radar artyleryjski Riedan-2, później wymieniono całość wyposażenia radioelektronicznego. W 1951 roku okręt zagrał rolę brytyjskiego krążownika „Diomede” w filmie o Stalinie dotyczącym wojny domowej i interwencji w Rosji  Niezapomniany 1919 (Незабываемый 1919).
Dalsze informacje o losie okrętu są niepewne. Wchodził on w skład Floty Północnobałyckiej do 24 grudnia 1955 roku. W związku ze zużyciem, został on następnie skreślony ze stanu jednostek bojowych i przeklasyfikowany na okręt szkolny, podporządkowany twierdzy w Kronsztadzie. Według różnych informacji, stało się to 13 października 1954 roku lub 24 grudnia 1955 roku albo 21 lutego 1957 roku. W roli okrętu szkolnego przebył prawie 12 000 mil morskich. 21 lutego 1957 roku doszło na nim do awarii kotłowni, po czym okręt używany był jako hulk koszarowy w Kronsztadzie. Według jednak innych informacji, jeszcze latem 1957 roku odbył rejs szkolny na Morze Północne. W 1956 roku planowano przebazować okręt na daleką północ i użyć do testów broni atomowej, lecz w sierpniu 1958 roku zrezygnowano z tych planów. 20 lutego 1959 roku ostatecznie skreślono okręt z listy floty i przeznaczono do złomowania. W 1960 roku przystąpiono do złomowania, które według niektórych informacji przeciągnęło się do 1967-1968 roku, prawdopodobnie w Leningradzie, a następnie w Królewcu.

### Dowódcy
źródło:, jeśli nie zaznaczono inaczej.
- KzS Hubert Schmundt: 2 listopada 1935 – październik 1936
- KzS Theodor Riedel: październik 1936 – październik 1937
- KzS Walter Krastel: październik 1937 – listopad 1938
- KzS Heinz Degenhardt: listopad 1938
- FK Walter Hennecke: listopad 1938
- KzS Otto Klüber: listopad 1938 – 7 sierpnia 1940
- KzS Leo Kreisch: 8 sierpnia 1940 – 19 marca 1941
- KzS Ernst von Studnitz: 20 marca 1941 – czerwiec 1943
- KzS Gerhardt Böhmig: czerwiec 1943 – 7 października 1944
- KzS Helmuth Gressler: 8 października 1944 – styczeń 1946
- kmdr ppor. (kapitan 2 ranga) S. Workow: 6 stycznia 1946 – ?[49]

(KzS – Kapitän zur See – komandor, FK – Fregattenkapitän – komandor porucznik)